# George Henry
George Henry (Ayrshire, 1858 – 1943) è stato un pittore scozzese.

## Biografia
Pittore della Glasgow school, fu pregiato paesaggista e trascorse periodi a Londra e in Giappone dal 1893 al 1895.